# José María Laca
José María Laca Salcedo (Bilbao, España, 11 de noviembre de 1898-22 de septiembre de 1977) fue un futbolista español que se desempeñaba como centrocampista.

## Biografía
Fue un reconocido jugador del Athletic Club entre 1916 y 1926. En el equipo vasco marcó 45 goles en 77 partidos, incluido el doblete que anotó en la final de Copa del Rey de 1921 ante el Atlético de Madrid (4-1).
Debutó con la selección española, el 9 de marzo de 1924, en un partido amistoso ante Italia.

## Clubes
| Club          | País   | Año       |
| ------------- | ------ | --------- |
| Athletic Club | España | 1916-1926 |

## Palmarés

### Campeonatos regionales
| Título                       | Club          | País   | Año  |
| ---------------------------- | ------------- | ------ | ---- |
| Campeonato del Norte         | Athletic Club | España | 1920 |
| Campeonato del Norte         | Athletic Club | España | 1921 |
| Campeonato Regional Vizcaíno | Athletic Club | España | 1923 |
| Campeonato Regional Vizcaíno | Athletic Club | España | 1924 |

### Campeonatos nacionales
| Título       | Club          | País   | Año  |
| ------------ | ------------- | ------ | ---- |
| Copa del Rey | Athletic Club | España | 1921 |
| Copa del Rey | Athletic Club | España | 1923 |